# Jeřáb český
Jeřáb český (Sorbus bohemica) je český endemit, až 6 m vysoký strom nebo keř, hybridogenní apomiktický druh s triploidní sadou chromozomů. Za jeho rodiče jsou považovány jeřáb břek a jeřáb dunajský. Popsán byl v roce 1961 českým botanikem Miloslavem Kovandou.

## Výskyt
Druh se vyskytuje v počtu asi 1100 jedinců v Českém středohoří, v chráněné krajinné oblasti České středohoří, ve výškové zóně 250 až 700 m n. m. Je nejhojnějším českým endemickým jeřábem. Roste rozptýleně po obou stranách řeky Labe v jednatřiceti populacích rozložených od Milešovky na západě po obec Lbín na východě a od Skřivánčího vrchu nad obci Brná na severu po vrch Košťál u Třebenic na jihu. Lokality nejsou od sebe vzdáleny dále než 16,5 km.
Nebohatší populace jeřábu českého, tvořené více než stovkou jedinců, jsou na vrších Deblík, Lovoš, Boreč a v Opárenském údolí. Většina lokalit je však málo četná a na některých se vyskytují jen osamocení jedinci.

## Ekologie
Rozšíření tohoto druhu je vázáno na okraje řídkých a teplých doubrav a dubohabřin, včetně lesostepí na vrších kopců a jejich osluněných svazích orientovaných jižně a západně. Požadují bazické podloží tvořené vyvřelými čediči nebo znělci, méně častěji slínovitými vápenci. Největší počet lokalit se nachází v místech, kde je vegetace narušena pozvolnými ekologickými změnami měnícími přírodní společenstva směrem k biotopům ovlivněným lidskou činností.

## Popis
Jeřáb český se vyskytuje ve formě nevelkého stromu nebo keře, někdy i s více kmeny, který může dorůst i do výšky 6 m. Kmen, široký až 25 cm, má hnědou kůru, která je v mládí hladká a ve stáři svisle popraskaná. Letorosty hnědé barvy jsou nejprve řídce chlupaté a později holé. Pupeny mají okraje šupin řídce chlupaté. Listy s chlupatými, 1,5 cm dlouhými řapíky, mají jednoduché, peřenolaločné čepele eliptického až vejčitého tvaru. Čepele bývají velké 6 až 8 × 3 až 4 cm, nejširší jsou za polovinou délky, u báze jsou většinou klínovité a po obvodě mají mělké a špičaté laloky. Listy s osmi až devíti páry žilek jsou na svrchní straně tmavě zelené a rubu žlutě šedozelené.
Květenství jsou kompaktní, vypouklé laty s chlupatými větévkami, tvořena jsou oboupohlavnými, pětičetnými, nepříjemně zapáchajícími květy mající v průměru 1 až 1,5 cm. Vytrvalé, bělavé kališní lístky bývají špičaté a v době květu jsou vzpřímené, stejně jako široce vejčité a téměř bílé korunní lístky. V květu bývá až 20 tyčinek se světle žlutými prašníky. Z polospodního semeníku vyrůstají dvě nebo tří zelenavé, do poloviny srostlé čnělky s plochými bliznami. Květy jsou opylovány hmyzem. Ploidie druhu je 2n = (3x) = 51.
Plodem je elipsoidní, téměř kulovitá, jedlá malvice o velikosti 1 až 1,5 cm. Ve zralosti je oranžově červeně zbarvená, lesklá, nese zbytky kalichu a má téměř neznatelné hnědé lenticely. Obsahuje jedno až dvě kapkovitá hnědá semena. Malvice, dozrávající koncem srpna a během září, zůstávají na větvích dlouho do zimy, slouží jako potrava ptákům i hlodavcům.
Významnost jeřábu českého spočívá zejména v zachování biologické rozmanitosti české přírody.

## Možnost záměny
Jeřábu českému se nejvíce podobá jeřáb soutěskový a jeřáb labský. První jmenovaný se odlišuje obvejčitými až eliptickými plody, druhý široce klínovitou až zaokrouhlenou bází čepele listů.

## Ohrožení
Je vzácným endemickým druhem rostoucí v chráněné krajinné oblasti poměrně rozptýleně. Na jednotlivých stanovištích zůstávají jeho početní stavy v posledních desetiletích zhruba stejné, jejich přirozená obnova je však velmi slabá a málo úspěšná.
Jeřáb český je v „Červeném seznamu cévnatých rostlin České republiky“ uváděn jako druh silně ohrožený (C2b) a v „Seznamu zvláště chráněných druhů rostlin“ určeném vyhláškou MŽP ČR č. 395/1992 Sb. ve znění vyhl. č. 175/2006 Sb. je považována za druh kriticky ohrožený (§1).